# Gustav Adolf Larsen
Gustav Adolf Larsen (Tandjong Balei, Nederlands-Indië, 16 april 1911 - overleden na 1962) was voor en tijdens de Tweede Wereldoorlog actief in fascistische bewegingen. Tijdens deze periode en hierna schreef de Nederlander verschillende publicaties.
Larsen was ook bekend onder de namen Gustav Adolf Larsen van Neerland of kortweg Larsen van Neerland. Hij was rond 1933 de partij-ideoloog van de Algemeene Nederlandsche Fascisten Bond. Nadat deze partij uiteen was gevallen, werd hij tussen 1935 en 1941 lid van het Zwart Front en de opvolger hiervan, het Nationaal Front. Van deze laatste beweging was Larsen in de jaren 1940-1941 de jeugdleider. Hij publiceerde onder meer:
- Vragen en antwoorden over het Nederlandsche Fascisme (Den Haag, 1933)
- Antwoorden op actueele vragen betreffende het Nederlandsch Volksfascisme (Den Haag, 1933)
- Trouw aan Nederland: antwoorden op actueele vragen ('s-Gravenhage, De Veste, 1942)

Na de oorlog verschenen nog:
- Van Goor's Alphabetische plaatsnamenlijst van Nederland ('s-Gravenhage, Van Goor, 1948)
- Aardrijkskundig vademecum voor de Benelux: Beknopte gids voor industrie, handel en toerisme (Den Haag, Van Goor, 1962)

 Portaal: Fascisme en nationaalsocialisme in Nederland · Fascisme · Nationaalsocialisme